# Isabel Jewell
Isabel Jewell, född 19 juli 1907 i Shoshoni i Wyoming, död 5 april 1972 i Los Angeles i Kalifornien, var en amerikansk skådespelare. Jewell slog igenom i Broadwaypjäsen Blessed Event 1932. Hon kom sedan till Hollywood och gjorde under 1930-talet större och mindre biroller. Mot slutet av 1940-talet blev rollerna färre, men Jewell var fortsatt aktiv som skådespelare fram till 1970-talet.
Isabel Jewell har en stjärna på Hollywood Walk of Fame vid adressen 1560 Vine Street.

## Filmografi i urval
- 1933 – Skilsmässoadvokaten
- 1933 – Skönhet till salu
- 1933 – Akta er för gnistor!
- 1933 – Oss gentlemän emellan
- 1934 – Ett farligt möte
- 1934 – Leve brudparet
- 1935 – Falskt spår
- 1934 – En Manhattan-melodram
- 1936 – Mannen som levde om sitt liv
- 1936 – Storstaden lockar
- 1936 – Flygets hjältar
- 1937 – Bortom horisonten
- 1937 – Storstadsdesperados
- 1939 – Borta med vinden
- 1940 – Nordvästpassagen
- 1940 – Älskar - älskar inte...
- 1941 – Sierra
- 1943 – Det sjunde offret
- 1947 – Born to Kill
- 1947 – Ängel på prov
- 1972 – Ciao Manhattan